# Garita de San Cosme

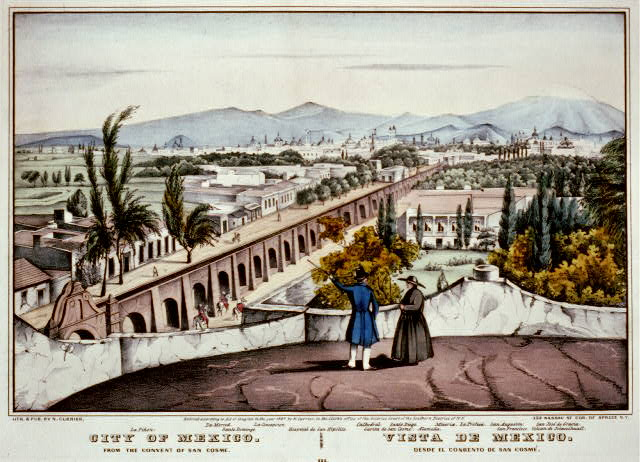
La Ribera de san Cosme vista desde el convento de San Cosme.

La garita de San Cosme fue una edificación militar que existió entre los Siglos XVII y finales del XIX, se ubicó en lo que hoy ocupa la importante avenida Ribera de San Cosme en el poniente de la Ciudad de México.
Funcionaba como una base aduanal y sitio de descanso entre la capital y los poblados de Popotla y Tacuba. Cerca de ella se ubicaban también la Garita del Calvario y la Arquería de Santa. Fue destruida a finales del siglo XIX.
Durante la primera mitad del siglo XX, el área donde se ubicaba se fue poblando rápidamente, al grado de que los pueblos de Popotla y Tacuba se integraron a la mancha urbana de la creciente metrópolis.
- Datos: Q5875454